# Гомес, Виктор (футболист)
Ви́ктор Го́мес Пере́а (исп. Víctor Gómez Perea; род. 1 апреля 2000, Олеса-де-Монсеррат) — испанский футболист, правый защитник португальского клуба «Брага».

## Клубная карьера
Уроженец Олеса-де-Монсеррат, провинция Барселона, Гомес начал карьеру в местной команде ЭФО 87. Также играл в молодёжных командах «Эспаньола», «Барселоны» и «Дамма». В 2015 году вернулся в «Эспаньол». 25 марта 2017 года дебютировал в составе «Эспаньола B» (резервной команды «Эспаньола») в матче Сегунды B против клуба «Вильярреал B».
20 октября 2019 года Гомес дебютировал в основном составе «Эспаньола» в матче испанской Ла Лиги против «Вильярреала».
10 сентября 2020 года на правах аренды перешёл в «Мирандес» на сезон 2020/21.
20 августа 2021 года на правах аренды пополнил ряды клуба «Малага».
29 июня 2022 года на правах аренды перешёл в «Брагу» на один сезон. 

## Карьера в сборной
В 2017 году в составе сборной Испании до 17 лет выиграл юношеский чемпионат Европы, который проходил в Хорватии.
В 2018 году в составе сборной до 18 лет завоевал золото на футбольном турнире Средиземноморских игр.
В 2019 году составе сборной Испании до 19 лет выиграл юношеский чемпионат Европы, который проходил в Армении.

## Достижения
Сборная Испании
- Чемпион юношеского чемпионата Европы (до 19 лет): 2019
- Чемпион Средиземноморских игр: 2018
- Чемпион юношеского чемпионата Европы (до 17 лет): 2017
- Финалист юношеского чемпионата мира: 2017